# 中貝德福德郡 (英國國會選區)
中貝德福德郡（英語：Mid Bedfordshire），英國國會一郡選區，包括英格蘭東部貝德福德郡貝德福德區和中央貝德福德郡一部。始設於1918年。
本區自1931年以來一直支持保守黨。2010年大選中納丁·多麗斯以52.5%選票勝出該區成功連任。